# Acomys russatus
Acomys russatus је врста глодара из породице мишева (Muridae). 

## Распрострањење
Ареал врсте покрива средњи број држава. Врста је присутна у Саудијској Арабији, Египту, Јордану, Оману, Израелу и Јемену. Присуство у Сирији је непотврђено.

## Станиште
Станишта врсте су планине и пустиње. Врста је по висини распрострањена до 2.000 метара надморске висине. 

## Угроженост
Ова врста је наведена као последња брига, јер има широко распрострањење и честа је врста.